# Partido Social Demócrata (Reino Unido)
El Partido Social Demócrata (SDP) (en inglés: Social Democratic Party) fue un partido político del Reino Unido de ámbito nacional, activo entre 1981 y 1988.
Fue fundado por cuadros de alto nivel del Partido Laborista del ala derecha: Roy Jenkins, David Owen, Bill Rodgers y Shirley Williams. En el momento de la creación del SDP, Owen y Rodgers eran miembros de la Cámara de los Comunes; Jenkins había dejado el parlamento en 1977 para servir como Presidente de la Comisión Europea, mientras que Williams había perdido su escaño en las elecciones generales de 1979. Los cuatro abandonaron el Partido Laborista en el convencimiento de que se había convertido en demasiado izquierdista. 
El SDP era partidario del liberalismo económico, de una estrecha relación con Estados Unidos en política exterior y de las armas nucleares. El partido se consideraba en desacuerdo con la "izquierda delirante" y crítico con los nuevos movimientos sociales, el antirracismo y el sindicalismo. El Partido Socialdemócrata apoyó a Margaret Thatcher en su lucha contra la huelga de los mineros británicos de 1984-1985.
En las elecciones generales de 1983 y 1987, el SDP se unió al Partido Liberal, formando la coalición electoral denominada Alianza SDP-Liberal. Los partidos se fusionaron en 1988 para formar el partido Liberal Demócratas, aunque una minoría permaneció en el SDP.

## Orígenes
El origen del partido se remonta a las divisiones ideológicas en el Partido Laborista en la década de 1950 (siendo su precursora la Campaña por el Socialismo Democrático establecida para apoyar a los Gaitskellitas), pero públicamente se encuentra en la Conferencia Dimbleby de 1979 impartida por Roy Jenkins como se acercaba al final de su presidencia de la Comisión Europea. Jenkins argumentó la necesidad de un realineamiento en la política británica y discutió si esto podría lograrse desde dentro del Partido Liberal existente o desde un nuevo grupo impulsado por los principios europeos de la socialdemocracia.
Hubo denuncias de corrupción y decadencia administrativa dentro del Partido Laborista a nivel local desde hace mucho tiempo (el noreste de Inglaterra se convertiría en una causa célebre), y preocupaciones de que parlamentarios laboristas experimentados y capaces pudieran ser deseleccionados (es decir, perder el cargo) de la nominación del Partido Laborista) por aquellos que desean poner en un lugar seguro a sus amigos, familiares o miembros de su propia facción laborista. En algunas áreas, se consideró que la tendencia Militant estaba apuntando sistemáticamente a las ramas locales débiles del partido en áreas de asientos seguros para seleccionar a sus propios candidatos y así convertirse en diputados.
Eddie Milne en Blyth (Northumberland) y Dick Taverne en Lincoln fueron víctimas de este tipo de intrigas durante la década de 1970, pero en ambos casos hubo suficiente protesta local por parte de los miembros del partido –y del electorado– para que lucharan y ganaran sus escaños como candidatos independientes contra los candidatos laboristas oficiales.

### Elecciones parciales de Lincoln de marzo de 1973
En el caso de Taverne, había estado luchando contra los esfuerzos del Partido Laborista del Distrito Electoral de Lincoln para deseleccionarlo, en gran medida por su apoyo a la membresía británica de las Comunidades Europeas. En octubre de 1972 renunció a su escaño para forzar una elección parcial en la que luchó como candidato laborista demócrata contra el candidato oficial del partido. Taverne ganó por un margen inesperadamente amplio.Posteriormente fundó la efímera Campaña por la Socialdemocracia (CFSD) y escribió un libro sobre los acontecimientos que rodearon las elecciones parciales llamado El futuro de la izquierda: Lincoln y después (1972). Pero el CFSD no logró obtener apoyo a nivel nacional y Taverne perdió el escaño en las elecciones generales de octubre de 1974. Algunos socialdemócratas independientes participaron en las elecciones generales de octubre de 1974 y 1979, pero ninguno fue elegido.
La campaña electoral parcial de Taverne en Lincoln también se vio favorecida en menor grado por problemas con el candidato del Partido Conservador y Unionista, el presidente del Conservative Monday Club, Jonathan Guinness. Su sugerencia durante las elecciones parciales de que a los asesinos se les deberían dejar hojas de afeitar en sus celdas para que pudieran suicidarse decentemente resultó en que lo apodaran "Old Razor Blades" durante la campaña. Esto, combinado con una considerable inquietud entre las bases conservadoras por los vínculos del Monday Club con el Frente Nacional, persuadió a algunos votantes conservadores a cambiarse a Taverne tanto en protesta como tácticamente para asegurarse de que los laboristas sufrieran una pérdida vergonzosa. (Guinness había sido elegido presidente específicamente para erradicar esos vínculos).

## Creación del SDP
El 25 de enero de 1981, figuras destacadas del Partido Laborista (Roy Jenkins, David Owen, Shirley Williams y Bill Rodgers, conocidos colectivamente como la "Banda de los Cuatro") lanzaron el Consejo por la Socialdemocracia, después de esbozar sus políticas en lo que se conoció como la Declaración de Limehouse. En marzo pasó a llamarse Partido Socialdemócrata. La "Banda de los Cuatro" eran centristas, que desertaron del Partido Laborista debido a lo que percibían como la influencia de la tendencia Militant y la "izquierda dura" dentro del partido.
Trece parlamentarios laboristas declararon inicialmente su apoyo al Consejo por la Socialdemocracia. El 20 de febrero de 1981, tres de ellos, Tom Ellis, Richard Crawshaw e Ian Wrigglesworth, dimitieron del cargo laborista y otro, Tom Bradley, anunció que no volvería a competir por su escaño como candidato laborista. Se informó que estas medidas eran un paso claro hacia la creación formal de un nuevo partido de centro.El exvicepresidente del Partido Laborista, el barón George-Brown, también anunció su membresía en el Consejo por la Socialdemocracia.
Se mencionaron "Demócrata", "Laborista Demócrata" y "Radical" como posibles nombres para el nuevo partido, así como "Nuevo Laborismo" (que el futuro líder del Partido Laborista y eventual primer ministro Tony Blair utilizaría para promover con éxito el Partido Laborista más de una década después),pero finalmente se decidió por "Socialdemócrata" porque la "Banda de los Cuatro" quería conscientemente moldear la filosofía y la ideología del nuevo partido sobre la socialdemocracia practicada en Europa continental.
La declaración inicial de principios contenida en el preámbulo de la constitución del partido decía que: "El SDP existe para crear y defender una sociedad abierta, sin clases y más igualitaria que rechace los prejuicios basados en el sexo, la raza, el color o la religión". La constitución contemplaba el establecimiento de un "Consejo por la Socialdemocracia" (CSD) que era, de hecho, la conferencia permanente del partido. Cada partido de la zona tenía derecho a elegir delegados al CSD. Varios grupos internos florecieron dentro del nuevo partido, el más notable de los cuales fue la Sociedad Tawney (que refleja la función de la Sociedad Fabiana dentro del Partido Laborista).
Veintiocho parlamentarios laboristas finalmente se unieron al nuevo partido, junto con un miembro del Partido Conservador, Christopher Brocklebank-Fowler, parlamentario por el noroeste de Norfolk, que se unió el 16 de marzo de 1981, quince días después del lanzamiento del partido. Williams y Jenkins no eran miembros del Parlamento en ese momento, pero fueron elegidos miembros de la Cámara de los Comunes en elecciones parciales en Crosby y Glasgow Hillhead, respectivamente.
Los parlamentarios laboristas desertores fueron:
- Tom Bradley (Leicester East): se unió al nuevo partido en su lanzamiento, el 2 de marzo de 1981.
- Ronald Brown (Hackney South y Shoreditch): se incorporó el 2 de diciembre de 1981.
- John Cartwright (Woolwich East): se unió al nuevo partido en su lanzamiento, el 2 de marzo de 1981.
- Richard Crawshaw (Liverpool Toxteth): renunció al látigo laborista el 20 de febrero de 1981, se unió al nuevo partido en su lanzamiento, el 2 de marzo de 1981.
- George Cunningham (Islington South y Finsbury): renunció al látigo laborista el 30 de noviembre de 1981 y se incorporó el 16 de junio de 1982.
- Bruce Douglas-Mann (Mitcham y Morden, renunció a su puesto y perdió las siguientes elecciones parciales): se incorporó el 11 de diciembre de 1981.
- James Dunn (Liverpool Kirkdale): se incorporó el 7 de octubre de 1981.
- Tom Ellis (Wrexham): renunció al laboratorio el 20 de febrero de 1981, se unió al nuevo partido en su lanzamiento, el 2 de marzo de 1981.
- David Ginsburg (Dewsbury): se incorporó el 6 de octubre de 1981.
- John Grant (Islington Central): se incorporó el 16 de noviembre de 1981.
- John Horam (Gateshead West): se unió al nuevo partido en su lanzamiento, el 2 de marzo de 1981.
- Ednyfed Hudson Davies (Caerphilly): se incorporó el 22 de diciembre de 1981.
- Edward Lyons (Bradford West): se incorporó el 19 de marzo de 1981.
- Dr. Dickson Mabon (Greenock y Port Glasgow): se incorporó el 1 de octubre de 1981.
- Bryan Magee (Leyton): renunció al látigo laborista el 22 de enero de 1982, se incorporó en marzo de 1982.
- Robert Maclennan (Caithness y Sutherland): se unió al nuevo partido en su lanzamiento, el 2 de marzo de 1981.
- Tom McNally (Stockport South): se incorporó el 7 de octubre de 1981.
- Bob Mitchell (Southampton Itchen): se incorporó el 5 de octubre de 1981.
- Eric Ogden (Liverpool West Derby) - se incorporó el 29 de octubre de 1981.
- Michael O'Halloran (Islington North): se incorporó el 7 de septiembre de 1981; renunció del SDP el 10 de febrero de 1983, tras no ser seleccionado como candidato a las elecciones generales.
- David Owen (Plymouth Devonport): se unió al nuevo grupo en su lanzamiento, el 2 de marzo de 1981.
- William Rodgers (Stockton-on-Tees): se unió al nuevo partido en su lanzamiento, el 2 de marzo de 1981.
- John Roper (Farnworth): se unió al nuevo partido en su lanzamiento, el 2 de marzo de 1981.
- Neville Sandelson (Hayes y Harlington) : se unió al nuevo partido en su lanzamiento, el 2 de marzo de 1981.
- Jeffrey Thomas (Abertillery) - se incorporó el 11 de diciembre de 1981
- Mike Thomas (Newcastle East): se unió al nuevo partido en su lanzamiento, el 2 de marzo de 1981.
- James Wellbeloved (Erith y Crayford): se incorporó el 4 de julio de 1981
- Ian Wrigglesworth (Thornaby): se unió al nuevo partido en su lanzamiento, el 2 de marzo de 1981.

Nueve miembros laboristas de la Cámara de los Lores también se unieron al SDP en su creación, ocho de los cuales habían ocupado anteriormente cargos ministeriales. En una carta al líder laborista Michael Foot, los pares desertores dijeron que habían tomado su decisión "con gran tristeza".Ellos eran:
- Herbert Bowden, barón Aylestone
- Jack Diamond, Barón Diamond
- John Harris, barón Harris de Greenwich
- Henry Walston, barón Walston
- Elaine Burton, baronesa Burton de Coventry
- Jack Donaldson, barón Donaldson de Kingsbridge
- Wayland Young, segundo barón Kennet
- Ian Winterbottom, barón Winterbottom
- Michael Young, barón Young de Dartington[9]

Gran parte de la afiliación pública inicial del partido procedía de la Alianza Socialdemócrata. El partido también recibió un impulso con el reclutamiento de exlíderes estudiantiles ajenos al Partido Laborista. Entre ellos se encontraban la exmiembro del Partido Comunista de Gran Bretaña, Sue Slipman, así como miembros del Partido Conservador, entre ellos: Adair Turner y Tom Hayhoe.
Aunque se consideraba que el SDP era en gran medida una escisión de la derecha del Partido Laborista, una encuesta interna del partido encontró que el 60% de sus miembros no habían pertenecido a ningún partido político antes, con un 25% provenientes del Partido Laborista, un 10% de los conservadores y el 5% de los liberales.
El partido disfrutó de un considerable período de luna de miel con la prensa, que aprovechó mucho su peculiaridad de ofrecer clarete en sus funciones. El clarete es un vino "agradable" y una metáfora de las armoniosas relaciones internas del partido en comparación con las del Partido Laborista de la época, devastado por los conflictos.
Las políticas del SDP enfatizaron una posición intermedia entre los extremos percibidos del thatcherismo y el Partido Laborista. Su constitución abogaba por "el fomento de un sector público fuerte y un sector privado fuerte sin frecuentes cambios de fronteras". El SDP favoreció algunas reformas neoliberales thatcheristas durante la década de 1980, como la legislación destinada a reformar los sindicatos (aunque el SDP parlamentario en realidad se dividió en tres partes en el proyecto de ley de relaciones laborales de Norman Tebbit de 1982, la mayoría votó a favor, algunos en contra y otros se abstuvieron), pero adoptó una posición más asistencialista que el Partido Conservador, siendo más escéptico ante las reformas conservadoras del bienestar (particularmente con respecto al Servicio Nacional de Salud). 
En la primera contienda electoral del partido, Jenkins no logró ganar por poco una elección parcial en Warrington en julio de 1981, y la describió como su "primera derrota, pero con diferencia mi mayor victoria". En las elecciones parciales de Glasgow Hillhead en marzo de 1982, otro candidato llamado Douglas Parkin, nominado por un partido llamado Partido Socialdemócrata que se había formado en Mánchester en 1979, cambió su nombre a Roy Harold Jenkins para disputar el escaño.Los agentes electorales del SDP recibieron una dispensa especial del escrutador para colocar carteles fuera de los colegios electorales indicando quién en las papeletas era el verdadero Roy. Al final, Jenkins del SDP fue elegido.
A finales de año se llevó a cabo una elección de liderazgo, en la que Jenkins venció a Owen en la votación para convertirse en el primer líder del nuevo partido. Más adelante ese mismo año, Shirley Williams derrotó a Bill Rodgers en las elecciones para convertirse en presidenta del SDP.

## Alianza
El SDP formó la Alianza SDP-Liberal con el Partido Liberal en junio de 1981, bajo el liderazgo conjunto de Roy Jenkins (SDP) y el líder liberal David Steel. El Partido Liberal, y en particular su líder, David Steel, aplaudieron desde el principio la formación del SDP desde la barrera. Sin embargo, Cyril Smith, diputado liberal de alto rango por Rochdale, causó cierta vergüenza al afirmar públicamente que el SDP "debería ser estrangulado al nacer".Durante una era de desilusión pública con los dos partidos principales – Laboristas y Conservadores – y desempleo a gran escala, la Alianza logró un éxito considerable en las elecciones parlamentarias parciales. En un momento dado, a finales de 1981, el partido tenía un índice de opinión de más del 50% en las encuestas de opinión.También en 1981, David Steel pudo dirigirse a la conferencia del Partido Liberal con la frase "¡Vuelvan a sus distritos electorales y prepárense para el gobierno!".
A principios de 1982, después de desacuerdos públicos sobre quién podría disputar qué escaños en las próximas elecciones, los índices de popularidad en las encuestas cayeron, pero el partido se mantuvo por delante tanto de los laboristas como de los conservadores. Sin embargo, tras el estallido de la guerra de las Malvinas el 2 de abril de 1982, el gobierno conservador de Margaret Thatcher saltó del tercer al primer lugar en las encuestas de opinión pública. La posición de la Alianza SDP-Liberal y del Partido Laborista decayó. En esta etapa, sin embargo, la Alianza Liberal-PSD ya contaba con 30 parlamentarios en el parlamento, prácticamente todos ellos desertores del Partido Laborista, a los que se unió un parlamentario conservador.
Los laboristas perdieron Bermondsey, uno de sus diez escaños más seguros, en una elección parcial en febrero de 1983 ante el candidato liberal Simon Hughes: el diputado laborista en funciones, Robert Mellish, renunció para trabajar para la London Docklands Development Corporation pero; oponiéndose a la selección de Peter Tatchell por el ala izquierda del Partido Laborista en el distrito electoral; apoyó al exlíder del consejo de Southwark, John O'Grady, como "laborista real de Bermondsey", dando una impresión de división laborista y luchas internas.
En las elecciones generales de 1983, la Alianza SDP-Liberal obtuvo más del 25% del voto nacional, muy cerca del 28% de los laboristas, pero muy por detrás del 44% obtenido por los conservadores. Sin embargo, debido a las características del sistema electoral de mayoría absoluta utilizado en el Reino Unido, sólo fueron elegidos 23 diputados de la Alianza, de los cuales sólo seis eran miembros del SDP. El líder del partido, Roy Jenkins, logró conservar su escaño en Glasgow Hillhead, pero la presidenta del SDP, Shirley Williams, fue derrotada en Crosby (que había ganado en las elecciones parciales de noviembre de 1981) como resultado de cambios desfavorables en los límites. El líder del Partido Laborista, Michael Foot, que dimitió a los pocos días de las elecciones, criticó a la Alianza SDP-Liberal por desviar el apoyo de los laboristas, permitiendo a los conservadores ganar más escaños y asegurar una mayoría de tres dígitos, mientras que los laboristas se quedaron con 209 escaños en el Parlamento.
El diputado por Plymouth Devonport, David Owen (que había sido ministro del gobierno laborista bajo Harold Wilson y James Callaghan entre 1974 y 1979), asumió el cargo de líder del SDP después de las elecciones generales de 1983. Se mostraba más escéptico acerca de las relaciones estrechas con los liberales que su predecesor Roy Jenkins, y estaba a favor de conservar la identidad distintiva del partido. La influencia de Owen aseguró que las propuestas para una fusión entre los dos partidos fueran archivadas después de un largo debate en la conferencia del SDP de 1983.
Durante el parlamento de 1983-1987, algunos miembros del SDP comenzaron a inquietarse por lo que parecía ser el rumbo cada vez más derechista adoptado por el líder del SDP, David Owen. Esto dio lugar a que algunos miembros lanzaran el Grupo Limehouse, en un intento de mantener al partido en el rumbo de centroizquierda que se propuso por primera vez en la Declaración de Limehouse.
Se eligieron dos diputados más del SDP en elecciones parciales durante el parlamento de 1983-87, pero en las elecciones generales de 1987, la proporción de votos de la Alianza cayó al 23% y el partido parlamentario del SDP se redujo de ocho miembros a cinco. Roy Jenkins estuvo entre los que perdieron sus asientos. Mike Hancock había ganado unas elecciones parciales en Portsmouth South en 1984 frente a los conservadores; que se perdieron en 1987; pero Rosie Barnes, que había ganado las muy disputadas elecciones parciales de Greenwich en febrero de 1987 frente a los laboristas; logró resistir en las elecciones generales de junio de ese año.
Desde el principio, la formación de la Alianza había planteado dudas sobre si conduciría a un partido fusionado o si los dos partidos estaban destinados a competir entre sí. Esto, a su vez, generó tensiones de base en algunas áreas entre las ramas liberal y SDP que afectaron su capacidad para montar campañas conjuntas con éxito. Estas disputas entre partidos fueron parte de la razón por la que Jenkins perdió su escaño en Glasgow Hillhead ante George Galloway del Partido Laborista en 1987.
El orgullo liberal se vio aún más dañado por la satirización sostenida de la Alianza por parte del popular programa de comedia satírica de marionetas Spitting Image de ITV, que retrataba a Steel como el cobarde y lamedor de Owen. En un boceto, Owen le proponía a Steel, sonriendo tontamente, que los partidos se fusionaran bajo un nuevo nombre: "y de nuestro lado tomaremos 'Socialdemócrata', y de su lado, tomaremos 'Partido'"; y de hecho un nuevo líder "de su lado tomaremos a 'David' y del nuestro a 'Owen'", a lo que estuvo de acuerdo un vacilante Steel".

## Fusión y escisión
Después de la decepción de 1987, Steel propuso una fusión formal de las dos partes. Jenkins y Steel habían creído que esto sería eventualmente inevitable después de que el partido no logró abrirse paso en las elecciones de 1983. Owen se opuso ferozmente a la propuesta, también apoyada por Williams y Rodgers, quien argumentó que tal fusión no sería aceptada por el electorado y no revertiría su disminución de participación en los votos. Jenkins negó que su intención original hubiera sido una fusión.
Pero la mayoría de los miembros del SDP (junto con los liberales) votaron a favor de la unión. Owen renunció como líder y fue reemplazado por Robert Maclennan. Steel y Maclennan encabezaron el nuevo partido "Socialdemócratas y Liberales" desde el 3 de marzo de 1988. El 26 de septiembre de 1988 se adoptó en una conferencia un nombre de trabajo provisional para el partido, "Demócratas", rebautizado como Demócratas Liberales en octubre de 1989, como lo había propuesto originalmente en la conferencia de septiembre de 1988 la rama del partido en Tiverton.
La mayoría de los miembros del SDP, incluido el diputado del SDP y futuro líder demócrata liberal Charles Kennedy, se unieron a Maclennan en el partido fusionado, pero Owen creó un SDP continuo, junto con otros dos diputados, John Cartwright y Rosie Barnes. Este partido tuvo un mal desempeño en las elecciones parciales de mayo de 1990 en Bootle, detrás del Monster Raving Loony Party.Se disolvió, aunque se formó un tercer SDP, que actualmente opera en una escala mucho menos influyente.También hubo un Partido Liberal continuo, liderado por Michael Meadowcroft y David Morrish, basado principalmente en los liberales de Liverpool y West Country que temían una dilución por parte de los antiguos miembros del SDP de la tradición liberal dentro del partido fusionado.También continúa en la actualidad, como uno de los partidos políticos más pequeños con representantes electos.
Tras la disolución del SDP, varios miembros respaldaron al primer ministro conservador John Major para las elecciones generales de 1992.

## Resultados electorales
| Elección | Líder       | Votos     | Porcentaje | Escaños | Nota                                |
| -------- | ----------- | --------- | ---------- | ------- | ----------------------------------- |
| 1983     | Roy Jenkins | 7 794 770 | 25,4%      | 6/650   | En coalición con el Partido Liberal |
| 1987     | David Owen  | 7 341 633 | 22,6%      | 5/650   | En coalición con el Partido Liberal |